# Perizoma lacernigera
Perizoma lacernigera là một loài bướm đêm trong họ Geometridae.